# Elatostema microcarpum
Elatostema microcarpum es una especie de planta del género Elatostema, perteneciente a la familia Urticaceae.

## Taxonomía
Elatostema microcarpum fue descrita por Wen Tsai Wang y Y. G. Wei en 2007.

## Distribución
Se encuentra en el territorio sudeste de China.